# 立て矢結び

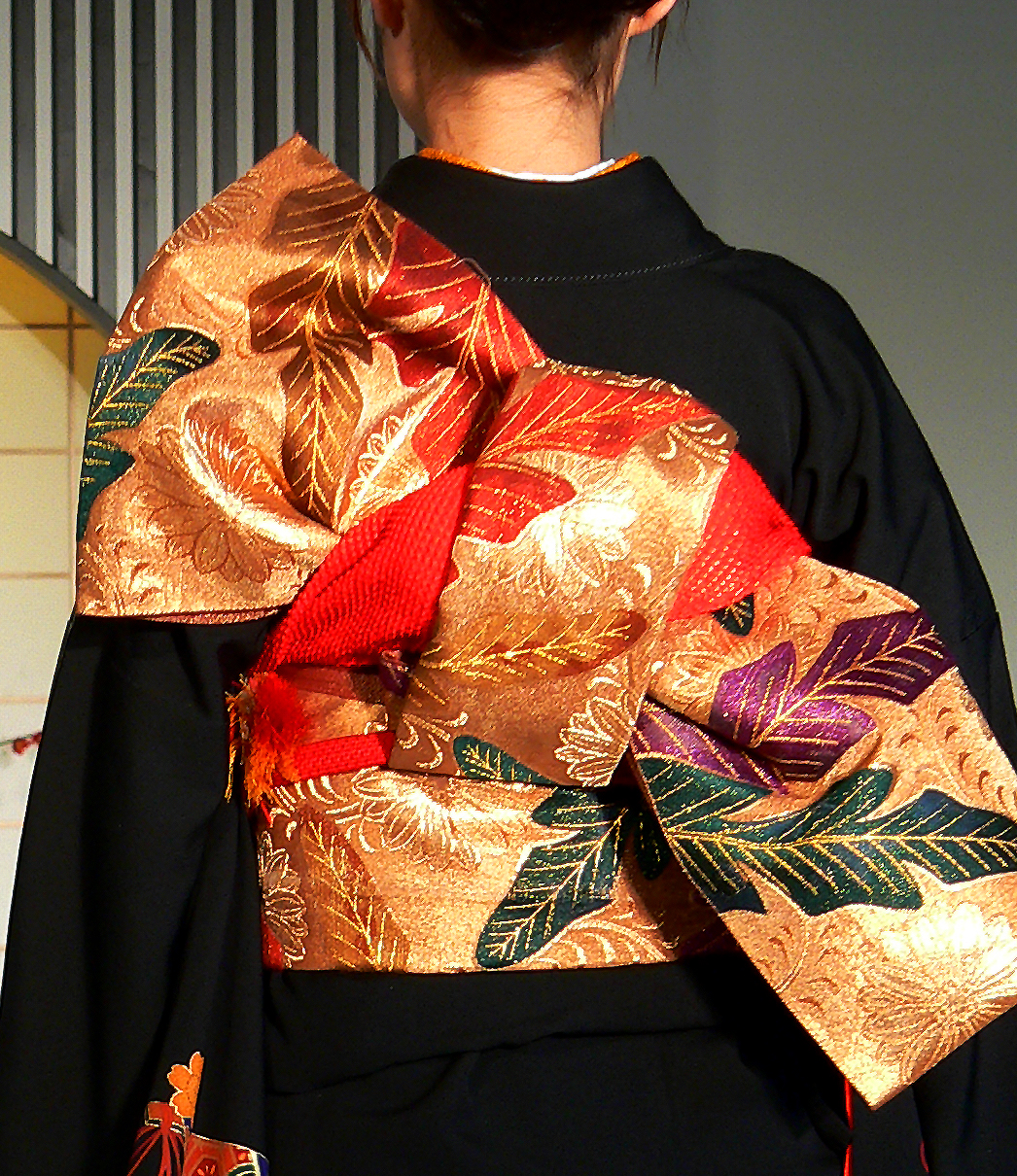
たてや結び

立て矢結び（たてやむすび）とは、振袖用の帯結びの一種。左上から右下へ斜めに横切る羽をたて矢に見立てたもの。羽には箱ひだをとる場合が多い。羽の大きさは、左肩山から帯の下線までが一般的。肩先からちらりとのぞく羽が美しい。バリエーションが豊富なため、同じたて矢でもまったく異なる印象に仕上げることもできる。たれ先に扇を畳んだり、中心部を亀甲型に整えたり、とても縁起の良い帯結びである
七五三の、子供の着物にも用いる。